# MAD Team
MAD Team由余文樂所創辦，是一支職業隊伍，目前已全面解散走入歷史。

## 簡介
「MAD」以「瘋狂」做為戰隊的信念與象徵，代表對電競熱愛的「瘋癲」與「痴狂」。
它原為「AHQ Fighter」、「AHQ White」曾取得2017年ECS菁英挑戰賽夏季總冠軍暨2017年六都電競爭霸戰總冠軍，參與過2018年LMS職業聯賽春季升降賽，且擊敗FireBall，從ECS菁英挑戰賽升級至LMS職業聯賽。
2017年11月29日，它由香港藝人余文樂代表的「瘋狂電競」取得經營權，改名為「MAD TEAM」和將GCS職業聯賽的「AHQ White」一起併購，成立《絕地求生》職業戰隊及 MAD TEAM Super（MADS），加入MPL職業聯賽，並在網上售賣周邊商品。
2019年5月25日，MAD奪得2019年GCS春季聯賽冠軍。
2020年11月7日，MAD奪得2020年GCS夏季聯賽冠軍。
2020年12月20日，MAD奪得2020年AIC國際錦標賽冠軍，是為隊史首座國際賽冠軍，完成年末小滿貫。
2022年11月26日，因MAD從2021年起成績一直不如預期，余文樂於Instagram發文公告，退出電競行業。
2023年1月1日，正式在官方Facebook宣布MAD Team解散。

## 傳說對決（已解散）

### 解散前最後選手
| 本名   | ID        | 暱稱 | 遊戲定位   | 生日           | 國家     | 備註 | 擅長英雄                 |
| 李東誠 | MAD Kawhi | 可愛 | 凱撒路     | 2002年7月4日   | 中華民國 | 前泰國MEGA、MOP、ONE凱撒路，現BMG凱撒路，2021年GCS春季賽冠軍凱撒路、2021年GCS春季總決賽最佳選手、2021 AWC世界亞軍凱撒路，2021 AWC最佳凱撒路，2024年GCS春季冠軍凱撒路，2024 APL世界冠軍凱撒路，2024 APL最佳凱撒路。                                                                                               | 弗洛倫、愛里、葉娜       |
| 張竣盛 | MAD Neil  | 尼歐 | 打野       | 2000年11月11日 | 中華民國 | 前JT、MOP打野，現BMG中路，2018 GCS春季賽冠軍打野，2018 GCS春季總決賽最佳選手，2018AIC世界冠軍打野，2018AIC總決賽最佳選手，2018年夏季賽擊殺王，2019 GCS春季賽冠軍打野，2019 GCS春季總決賽最佳選手，2019年春季賽擊殺王，2020 GCS夏季賽冠軍打野，2020 AIC世界冠軍打野，2024年GCS春季冠軍中路，2024APL世界冠軍中路。 | 納克羅斯、科里納卡、蘇離 |
| 黃祥博 | MAD HeArT | 博博 | 中路       | 2003年7月9日   | 中華民國 | 前LIT黎明企鵝校隊、RTS中路，S8台中城市賽冠軍、S8城市賽總冠軍、2021 S1校園賽總冠軍、2021 Toyota盃總冠軍，原比賽帳號為MAD BorBor，2022 GCS夏季賽改為HeArT，轉至黎明企鵝後改回BorBor | 洛里昂、莉莉安、克里希   |
| 陳昱丞 | MAD Yue   | 阿玥 | 魔龍輸出   | 2003年2月15日  | 中華民國 | 前FW打野、HKA凱撒路，前DCG凱撒路、打野 | 堇、亥犽、史蘭茲         |
| 林家富 | MAD KuKu  | 哭哭 | 輔助，隊長 | 1999年9月1日   | 澳門     | 前英雄聯盟HKES中路選手、前MS、NVM、ONE、RTS輔助、2020年輔助之星、2020年GCS夏季總決賽最佳選手、2020 AIC世界冠軍輔助 | 瑞克、伯頓、銀晝         |
| 周翀   | MAD Yuzon | 羽中 | 教練       | 1995年4月1日   | 中華民國 | 前JT凱撒路、2018GCS春季賽冠軍凱撒路、2018AIC世界冠軍凱撒路、2019GCS春季賽冠軍凱撒路、2020GCS夏季賽冠軍凱撒路、2020AIC世界冠軍凱撒路，目前退役 | 弗洛倫、夜叉、愛里       |

#### 過往成員
| 本名   | ID       | 位置             | 國家     | 備註 |
| 林溫雄 | Joey     | 凱撒路、魔龍輸出 | 中華民國 | 退役 |
| 鄭宇翔 | Soar     | 打野             | 中華民國 | 前MS、FW、NVM、ONE打野，前ONE副教練，前DCG教練，2018年印尼雅加達亞運銀牌，2019年夏季賽擊殺王，2022年GCS春季賽冠軍候補打野，2020年GCS年度打野之星                                                                  |
| 郭展希 | XinYi    | 中路             | 香港     | 現遊戲實況主 |
| 藍逸哲 | Ronin    | 輔助             | 中華民國 | 退役 |
| 陳建廷 | Benny    | 輔助             | 中華民國 | 前MS凱撒路、JT輔助，前MOP助理教練，現BMG後勤，曾於2022年杭州亞運選拔賽短暫回歸，2018年GCS春季賽冠軍，2018AIC冠軍，2019年GCS春季賽冠軍，2018年夏季賽最佳輔助，2019年春季賽最佳輔助                                 |
| 陳廷睿 | Winds    | 魔龍輸出         | 中華民國 | 前JT魔龍路、前泰國BZ魔龍路、前泰國TLN中路，2018 GCS春季賽冠軍，2018AIC冠軍，2019 GCS春季賽冠軍，退役後去追夢，現BMG教練                                                                                           |
| 林緒鈺 | Star     | 中路             | 中華民國 | 前JT、MOP中路，現BMG中路，2018年GCS春季賽冠軍，2018AIC冠軍，2019年GCS春季賽冠軍，2018年夏季賽最佳中路，2019年春季賽最佳中路，曾於2022AIC短暫回歸                                                                  |
| 陳寬洋 | Xiaobai  | 凱撒路           | 中華民國 | 曾更換遊戲轉戰激鬥峽谷，後MAD Team激鬥峽谷戰隊解散後即離隊，現ACS正修龍輔助 |
| 顏浩哲 | Fanta    | 中路             | 中華民國 | 前ahqW邊線，前ONE輔助，前MOP中路，2020年GCS夏季賽冠軍中路，2020年AIC世界冠軍中路，現DCG教練 |
| 詹政勳 | Xin      | 中路             | 中華民國 | 前BRO、ANK中路，2020 S1 校園賽冠軍，2020 傳說對決香港盃 台灣區冠軍，2020 六都爭霸戰 新北市亞軍，2021年11月由MAD離隊，2022年GCS夏季冠軍中路，2023年GCS春季冠軍中路，2022年GCS夏季冠軍賽FMVP，2022年GCS年度中路之星 |
| 吳哲宏 | Pika     | 凱撒路           | 中華民國 | 前BRO凱撒路，現ANK輔助，2020 S8 台中城市賽冠軍，2020 S8 城市賽總冠軍，2020 六都桃園冠軍，2021年11月由MAD離隊，2022年GCS夏季冠軍凱撒路，2023年GCS春季冠軍凱撒路，2022年GCS年度凱撒之星                             |
| 曾勇峻 | Kato     | 打野             | 中華民國 | 前SMG、FW打野，前FW教練，2020年APL世界冠軍打野，2023年GCS年度最佳教練，2022/1/13再次回歸FW |
| 賴柏勳 | Zen      | 打野             | 中華民國 | 前NVMs（MS二軍）魔龍輸出，前MOP打野、魔龍輸出，前FW、ONE打野，2021GCS春季賽冠軍打野、2021AWC世界亞軍打野，2021年GCS年度擊殺王，2022年夏季賽擊殺王，2023年夏季賽擊殺王，2024年夏季賽擊殺王                         |
| 黃建維 | WeiWei   | 中路             | 中華民國 | 前MS、MOP中路，2021GCS春季賽冠軍中路、2021AWC世界亞軍中路，現已退役 |
| 郭冠緯 | 0322     | 魔龍路           | 中華民國 | 現遊戲實況主，2020年GCS夏季賽冠軍魔龍輸出，2020年AIC世界冠軍魔龍輸出，2020年GCS年度魔龍之星 |
| 曹暐東 | Vincent  | 教練             | 中華民國 | 前MOP教練，2019年GCS春季賽冠軍教練，2021年GCS春季賽冠軍教練，2019AWC世界亞軍教練，2021AWC世界亞軍教練 |
| 蔡正邦 | RN       | 教練             | 中華民國 | 前AHQ、FL教練，2018年GCS夏季賽冠軍教練，2020年GCS夏季賽冠軍教練，2018年AWC冠軍教練，2020年AIC冠軍教練 |
| 游閔翔 | Coldicee | 教練             | 中華民國 | 前JT教練，2018年GCS春季賽冠軍教練，2018AIC冠軍教練 |

#### 非選手成員
| 本名   | ID     | 位置     | 國家     | 備註 |
| 陳奕安 | Torres | 戰隊領隊 | 中華民國 | 原Nova Monster (今MS) 戰隊教練，2019年加入MAD擔任分析師，2021年轉任戰隊領隊                                                    |
| 陳玠任 | BV     | 分析師   | 中華民國 | 前選手、教練、MAD內勤及遊戲實況主，2020/07/11在APL小組賽最後一場使用偷塔獲得勝利，並且以「這是生涯中最後一場國際賽」宣佈退役。 |
| 陳柏成 | OM     | 後勤     | 中華民國 | 前MAD輔助、教練，已退役。現擔任戰隊後勤，曾於2022年GCS夏季季前賽上場，比賽帳號改為MAD 071。                                    |
| 王宇君 | 洗菜   | 隊經理   | 中華民國 | 2020年2月起擔任隊經理職務 |

### 賽事成績

#### 職業賽成績
- 2018年GCS春季賽：第六名
- 2018年GCS夏季賽：第五名
- 2019年GCS春季賽：冠軍
- 2019年GCS夏季賽：第三名
- 2020年GCS春季賽：第四名
- 2020年GCS夏季賽：冠軍
- 2021年GCS春季賽：第三名
- 2021年GCS夏季賽：第三名
- 2022年GCS春季賽：第三名
- 2022年GCS夏季賽：第三名

#### 國際賽成績
- 2019年AWC世界盃：亞軍
- 2020年APL超級職業聯賽：第四名
- 2020年AIC國際錦標賽：冠軍
- 2021年AWC世界盃：第四名
- 2021年AIC國際錦標賽：八強
- 2022年AIC國際錦標賽：小組賽 第二階段 D組第3名
- 2022年APL超級職業聯賽：八強

## 英雄聯盟（已解散）

### 解散前最後選手
| ID     | 本名   | 位置 | 國家     | 備註 |
| Rock   | 蔡忠廷 | 上路 | 中華民國 |      |
| Uniboy | 陳昌駒 | 中路 | 中華民國 |      |
| K      | 柯凱盛 | 輔助 | 中華民國 | 隊長 |

### 非選手成員
| ID    | 本名   | 國家     | 職位   |
| TL    | 楊博任 | 中華民國 | 總教練 |
| Paul  | 孫蒲生 | 中華民國 | 教練   |
| Achie | 陳振齊 | 中華民國 | 教練   |

### 解散前離隊成員
| ID       | 本名   | 位置   | 國家     | 備註               |
| Benny    | 連修琪 | 打野   | 中華民國 | 加入 BYG，轉職教練 |
| Breeze   | 黃建源 | 下路   | 中華民國 | 退役               |
| Liang    | 吳亮德 | 上路   | 中華民國 | 加入 BYG           |
| Kongyue  | 蕭任佐 | 打野   | 中華民國 | 加入HKA            |
| Greentea | 蔡尚精 | 主教練 | 中華民國 | 加入RNG            |

### 2018年
- 2018年LMS春季賽（6勝8敗，排名聯賽第四），在季後賽以0:3敗給G-Rex成為賽區季軍，獲得代表賽區出戰2018英雄聯盟亞洲對抗賽資格。
- 2018年LMS夏季賽（10勝4敗，排名聯賽第二），在季後賽冠軍賽以0:3敗給閃電狼，獲得賽區亞軍以LMS賽區第二種子參加2018年世界大賽。
- 在英雄联盟2018赛季全球总决赛與KT Rolster、EDward Gaming與Team Liquid分在C組，由於實力上有明顯差距， 最後以0勝6敗戰績出局。[10]
- LMS 2018年度最佳進步戰隊第一名。
- 2018年12月16日，主教練蔡尚精 （GreenTea）與MAD Team協商確定加入RNG，楊博任（TL）接替主教練位置。

### 2019年
- 2019年LMS春季賽（11勝3敗，排名聯賽第一），在季後賽冠軍賽以0:3敗給閃電狼，獲得賽區亞軍，獲得代表賽區出戰2019英雄聯盟亞洲對抗賽資格。
- 2019年LMS夏季賽（6勝6敗，排名聯賽第四）。
- 2019年12月7日，官方臉書發布貼文，宣布將PCS參賽權轉讓Talon Esports，英雄聯盟戰隊正式走入歷史。

### 賽事成績

###### 職業賽成績
- 2018年LMS春季賽 季軍
- 2018年LMS夏季賽 亞軍
- 2019年LMS春季賽 亞軍
- 2019年LMS夏季賽 殿軍
- 2019年LMS區域選拔賽 3-4 名

###### 國際賽成績
- 2018年英雄聯盟世界大賽 0-6沒贏任何一場出局（小組賽）
- 2019年LMS區域選拔賽 3-4 名
- 2018年英雄聯盟亞洲對抗賽 季軍；連同Flash Wolves， Machi Esports，G-Rex 代表LMS
- 2019年英雄聯盟亞洲對抗賽 季軍；連同Flash Wolves，Dahing Buffalo，EVOS Esports 代表LMS-VCS

## 絕地求生（已解散）

### 解散前選手
| ID    | 本名   | 位置        | 國家     | 備註 |
| SunQ  | 謝子序 | 指揮位      | 中華民國 |      |
| Miles | 潘俊達 | 躺雞(真的） | 中華民國 |      |
| GN    | 詹致盛 | 輸出位      | 中華民國 |      |

## 職業聯賽
- LMS職業聯賽
- GCS職業聯賽